# Kraemeria nuda
Kraemeria nuda is een straalvinnige vissensoort uit de familie van lansvissen (Kraemeriidae). De wetenschappelijke naam van de soort was oorspronkelijk Psammichthys nudus en  is voor het eerst geldig gepubliceerd in 1908 door Charles Tate Regan. De soort werd aangetroffen in de Seychellen tijdens de Percy Sladen Trust Expedition naar de Indische Oceaan in 1905.